# Medea (Tommasini)
Medea è un'opera seria in 3 atti del compositore romano Vincenzo Tommasini, su libretto dello stesso.
Fu rappresentata per la prima volta al Teatro Verdi (Trieste), l'8 aprile 1906, per tre sole recite.
Nonostante sia stata scritta e rappresentata all'inizio del XX secolo, può essere ricondotta entro la tradizione neoclassica.